# ماریو جانی

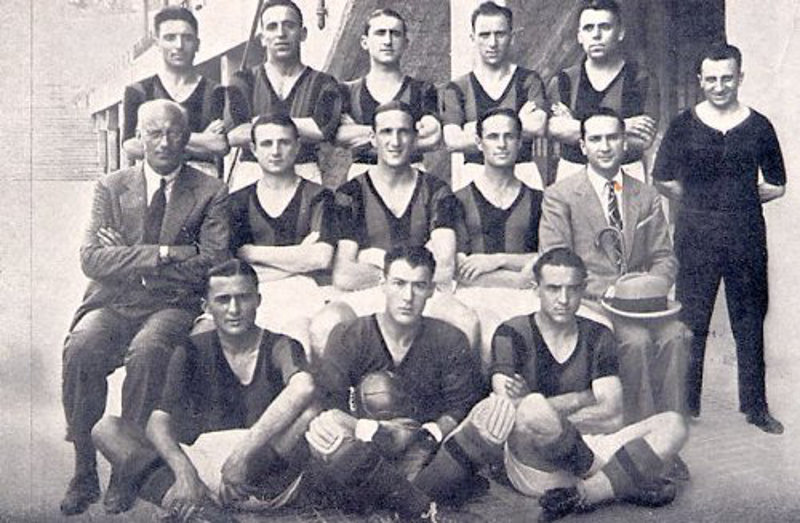
ماریو جانی

ماریو جانی (به ایتالیایی: Mario Gianni) بازیکن فوتبال اهل ایتالیا است که از سال ۱۹۲۷ میلادی عضو تیم ملی فوتبال ایتالیا بوده و در ۶ بازی ملی حضور داشته‌است. او در بازی‌های ملی‌اش ۱۱ گل دریافت کرد.
ماریو جانی آخرین بازی ملی خود را در سال ۱۹۳۳ میلادی انجام داد.